# Лицо ангела (фильм, 2014)
«Лицо ангела» (англ. The Face of an Angel) — британский психологический триллер 2014 года режиссёра Майкла Уинтерботтома. В главных ролях снимались Даниэль Брюль и Кейт Бэкинсейл.
Сюжет фильма основан на деле об убийстве Мередит Керчер (2007).

## Сюжет
Главный герой, режиссёр-документалист Томас Лэнг (Даниэль Брюль) приезжает в итальянский город Сиену, в котором четыре года назад произошло жестокое убийство британской студентки Элизабет Прайс (Сай Беннет). За убийство осуждены американка Джессика Фуллер (Женевьева Гонт) и её итальянский бойфренд Карло Элиас (Раньери Меникори). Томас, который готовит материал для фильма, знакомится с американской писательницей Симоной Форд (Кейт Бэкинсейл), которая выпустила книгу о Элизабет. Томас и Симона вместе пытаются разобраться в запутанном деле. При этом между ними возникают романтические отношения.

## В ролях
- Даниэль Брюль — Томас Лэнг, молодой английский журналист и режиссёр из Лондона, разведён. Пишет сценарий для фильма, основанного на убийстве Элизабет.
- Кейт Бэкинсейл — Симона Форд, писательница-американка, которая помогает Томасу. Убеждена в виновности Джессики Фуллер (прототип в реальном мире — Б. Латца Надо, по мотивам книги которой снят фильм).
- Женевьева Гонт — Джессика Фуллер, обвиняемая в убийстве американская студентка (прототип в реальном мире — Аманда Нокс).
- Сай Беннет — Элизабет Прайс, британская студентка, жестоко убитая во время пребывания в Сиене (прототип в реальном мире — Мередит Керчер).
- Раньери Меникори — Карло Элиас, обвиняемый в убийстве итальянский студент, парень Джессики (прототип в реальном мире — Раффаэль Соллечито).
- Андреа Мунани — Джозеф Дома, студент-африканец, также обвиняемый в убийстве Элизабет, однако единственный, кто действительно жалеет о её смерти. (прототип в реальном мире — Руди Гёд).
- Кара Делевинь — Мелани, студентка, работает официанткой в баре.
- Нейтан Стюарт-Джарретт — Адам, студент-кинематографист, член съёмочной группы.

## Награды и номинации
| Год  | Премия                         | Категория                  | Имя           | Результат |
| ---- | ------------------------------ | -------------------------- | ------------- | --------- |
| 2014 | British Independent Film Award | Самый многообещающий дебют | Кара Делевинь | Номинация |

## Производство
6 сентября 2013 стало известно, что главную роль в фильме исполнит немецкий актёр Даниэль Брюль. 10 октября того же года к актёрскому составу присоединилась Кара Делевинь, а 14 — Кейт Бэкинсейл.
Съёмки начались в середине ноября 2013 в Тоскане, Италия. 
3 февраля 2014 года WestEnd Films показала первый промо-ролик покупателям на European Film Market на Берлинском международном кинофестивале, когда фильм находился на стадии постпродакшна.

## Премьера
- Канада — 6 сентября 2014, Международный кинофестиваль в Торонто.
- Бразилия — 3 октября 2014, Международный кинофестиваль в Рио-де-Жанейро.
- Южная Корея — 3 октября 2014, Международный кинофестиваль в Пусане.
- Великобритания — 18 октября 2014, Лондонский кинофестиваль.
- Россия — 25 июня 2015, ограниченный показ.
- Швеция — 7 июля 2015, премьера в Интернете.
- Испания — 10 октября 2015, Международный кинофестиваль в Сиджесе.

## Критика
Фильм получил в основном негативные отзывы. На сайте Rotten Tomatoes он получил 37 % «свежести» на основании 49 отзывов, со средней оценкой 5 из 10. 
На IMDB рейтинг фильма составил 4,7.
На сайте Metacritic фильм набрал 37 баллов из 100, на основе 17 обзоров.

## Сборы в России
По данным КиноПоиска в первый уик-энд фильм собрал 1 995 844 рублей при более чем 6 тысячах зрителей. Кассовые сборы за 8 недель составили 48 747 долларов.
Выпуском фильма в России занималась компания «Top Film Distribution». Всего было выпущено 112 DVD-копий.

## Интересные факты
- Слоган фильма — «Забудь правду, сочини историю» (англ. «Forget the truth, find the story»).
- На роль Томаса рассматривалась кандидатура Колина Фёрта.